# Gustavo Tsuboi
Gustavo Tsuboi (São Paulo, 31 de maio de 1985) é um mesa-tenista brasileiro. Chegou a ser o n.28 do mundo em 2019.  Atualmente joga no Circolo Italiano de São Caetano do Sul.

## Carreira
Já em 2002 Tsuboi mostrou seu talento ao ganhar uma etapa do Circuito Mundial Júnior em Lima, Peru. Em 2003, ganhou uma etapa no Cairo, Egito e foi vice na etapa de São Paulo.
Juntamente com Thiago Monteiro e Hugo Hoyama formou a equipe campeã do tênis de mesa nos Jogos Pan-Americanos de 2007 e 2011.
Em 2011, Gustavo Tsuboi foi campeão da Copa Intercontinental, a vitória mais importante neste torneio foi sobre o russo Alexey Smirnov (na época o russo era o 23° no ranking mundial).
Também conquistou a Copa Intercontinental por equipes em 2011 junto com Hugo Hoyama, Cazuo Matsumoto e Thiago Monteiro.
Estas conquistas fizeram com que Tsuboi alcançasse a 89ª posição no ranking mundial de dezembro/2011 e além de conseguir o feito de ser o nº 1 do Brasil, Gustavo também é o nº 1 das Américas, ultrapassando o chinês naturalizado argentino Liu Song (95° do ranking mundial) e o chinês naturalizado dominicano Lin Ju (101° do ranking mundial).
Em maio de 2014, principalmente como rsultado do vice campeonato Latino Americano e através de excelente participação no Campeonato Mundial por Equipes, Gustavo Tsuboi alcançou a 36ª colocação no Ranking Mundial, melhor ranking já alcançado por um mesa-tenista brasileiro desde a profissionalização do esporte.
Possui empunhadura clássica. canhota.
Nos Jogos Olímpicos de 2020, Tsuboi, 37° do mundo, ao derrotar o nigeriano Quadri Aruna (21° do mundo), se tornou o 3° brasileiro a chegar às oitavas de final do tênis de mesa nas Olimpíadas, feito obtido anteriormente apenas por Hugo Hoyama (Atlanta 1996) e Hugo Calderano (Rio 2016). 
No Campeonato Mundial de Tênis de Mesa, as melhores campanhas de Tsuboi em simples foram a 2ª rodada em 2011, 2013, 2015 e 2021. Seu melhor desempenho foi em 2013, quando conseguiu dificultar a vida do chinês Zhang Jike, quase vencendo o primeiro set e vencendo o segundo. Nas duplas, Tsuboi chegou três vezes à 3ª rodada (oitavas), em 2009, 2015 e 2017, perdendo sempre por 4 sets a 2. A melhor campanha foi em 2009, quando jogou no Japão e dificultou muito para a dupla japonesa vencer a partida, sendo que os japoneses acabaram sendo medalhistas de bronze no torneio. Nas duplas mistas, Tsuboi conseguiu chegar à 3ª rodada (oitavas de final) em 2013, sendo eliminado pela dupla chinesa cabeça de chave nº 2 do torneio, mas conseguindo vencer um set.
No Campeonato Mundial de Tênis de Mesa por equipes de 2018, Tsuboi chegou às quartas de final, jogando com Hugo Calderano e Eric Jouti.
Na Copa do Mundo de Tênis de Mesa, Tsuboi fez história ao chegar às quartas de final da competição em 2015, igualando o melhor resultado do Brasil na história do torneio. Até então, Cláudio Kano, em 1987 e 1989, também havia chegado às quartas de final. Ele também chegou às oitavas de final em 2017 e 2018.
No WTT Star Contender de Doha, realizado em março de 2021,Tsuboi chegou às oitavas-de-final depois de derrotar o japonês Koki Niwa (17°). Foi eliminado pelo sul-coreano Jeoung Youngsik, 13° do ranking mundial.

## Melhores resultados por tipo de torneio

### Simples
A melhor classificação de Tsuboi foi a 28ª posição no mundo em 2019.
- Campeonato Pan-Americano de Tênis de Mesa: Medalha de Bronze (2019) [18]
- Jogos Pan-Americanos: Vice-campeão (2015) [19]
- WTT Star Contender: Oitavas de final (Doha 2021) [20]
- Copa do Mundo de Tênis de Mesa: Quartas de final (Halmstad 2015)  [21][22]
- Campeonato Mundial de Tênis de Mesa: Segunda rodada (2011, 2013, 2015) [23]
- Jogos Olímpicos: Oitavas de final (Tóquio 2020) [24]

### Duplas
Em 2017, a dupla Tsuboi/Calderano era a 3ª melhor do ranking mundial, atrás apenas dos japoneses Masataka Morizono e Yuya Oshima e dos chineses Xu Xin e Zhang Jike.
- Jogos Pan-Americanos: Campeão (2019) [26]
- Super série: Prata (Aberto do Qatar 2015) [27]
- Aberto da Hungria 2016: Prata [28]
- Aberto da Suécia 2017: Ouro  [29]
- Aberto do Rio de Janeiro 2017: Ouro [30]
- Campeonato Mundial de Tênis de Mesa: oitavas de final (Yokohama 2009, Suzhou 2015, Dusseldorf 2017) [31][32][33]

### Equipe
De abril de 2021 a junho de 2023, o time do Brasil era o 6º melhor do mundo.
- Campeonato Pan-Americano de Tênis de Mesa: Campeão (2019, 2021) [37]
- Jogos Pan-Americanos: Campeão (2007, 2011, 2015) [38][39]
- Copa do Mundo de Tênis de Mesa: Quartas de final (Dubai 2010, Alemanha 2011, China 2013, Dubai 2015, Londres 2018, Tóquio 2019) [40][41][42][43][44][45]
- Campeonato Mundial de Tênis de Mesa: Quartas de Final (Halmstad 2018) [46]
- Jogos Olímpicos: Quartas de final (Tóquio 2020) [47]